# Vransko
Vransko este o localitate din comuna Vransko, Slovenia, cu o populație de 720 de locuitori.